# Font de Santa Llúcia
La font de Santa Llúcia és una font d'aigua natural situada prop de l'ermita de Santa Llúcia de Sobremunt, al municipi de Sobremunt (Lluçanès). La font està formada per un espai delimitat al fons i als laterals per murs de maçoneria de pedra gran amb poc morter coronats amb lloses. A l'interior de l'espai hi ha unes escales de pedra que condueixen a la paret posterior, on sobresurt a la part baixa una aixeta metàl·lica.